# خروشچفیسم
خروشچفیسم یا خروشچف‌گرایی شکل و برداشت شخصی از ایدئولوژی مارکسیسم–لنینیسم بود که توسط دبیرکل حزب کمونیست شوروی نیکیتا خروشچف ابداع شده بود.

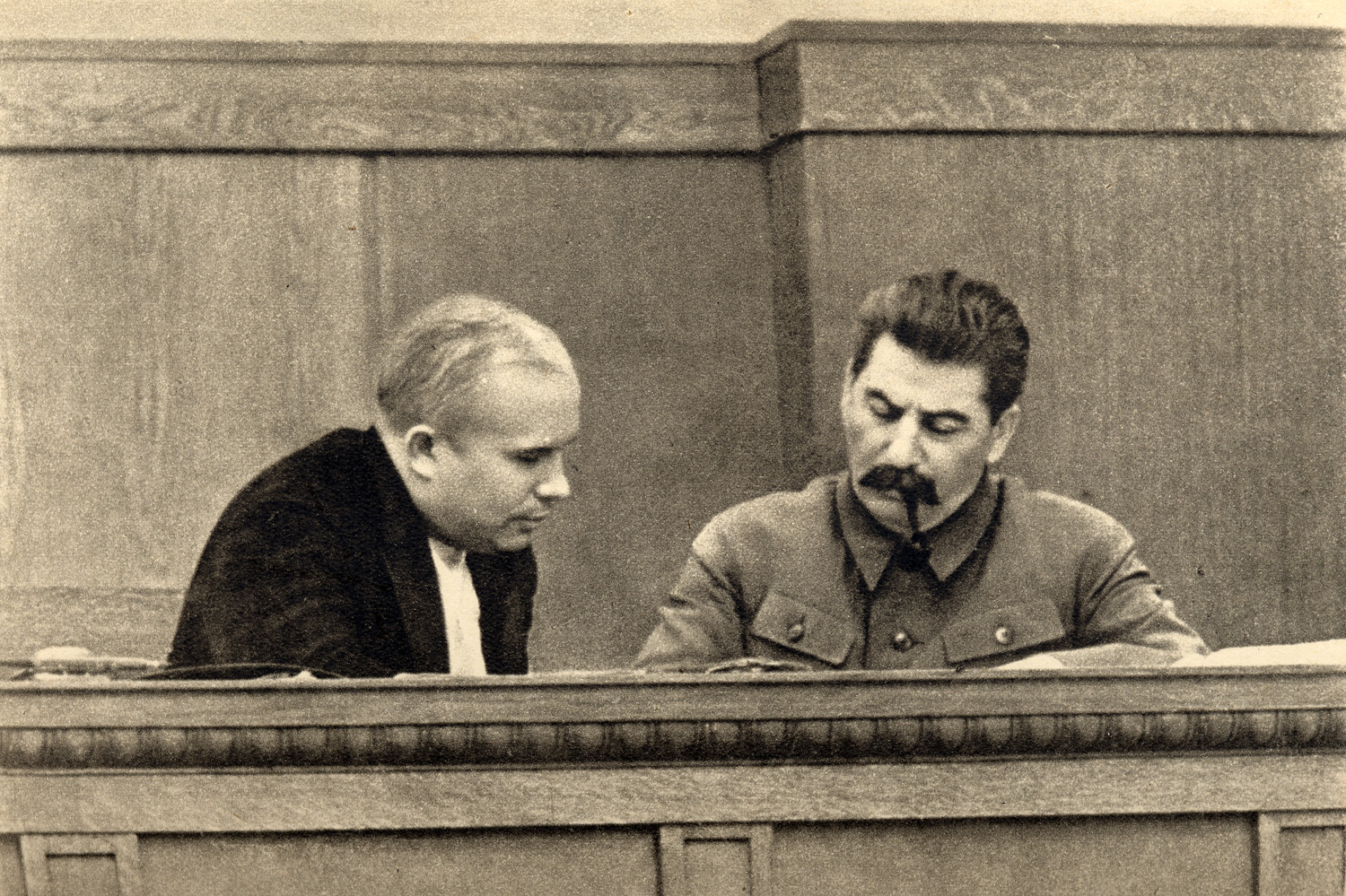
نیکیتا خروشچف و جوزف استالین در سال ۱۹۳۶

مائو تسه تونگ (رهبر و پایه‌گذار حکومت کمونیستی چین) در ابتدا با نگاهی مثبت این ایدئولوژی را پذیرفته بود و آن را نسخه‌ای متمایز از لنینیسم می‌دانست اما بعدها نگاه حزب کمونیست چین به این برداشت تغییر کرد و «خروشچفیسم» به نوعی تمسخر درباب سیاست‌های شوروی مبدل گشت.

## اصول خروشچفیسم
خروشچفیسم مجموعه‌ای از اصول و سیاست‌هایی است که توسط سومین دبیرِ اول حزب کمونیست شوروی در جماهیر شوروی سوسیالیستی پیاده شده بود. این اصول عبارتنداز:
- رد استالینیسم: نیکیتا خروشچف اگر چه تا پیش از مرگ استالین یکی از دستیاران وی و از نفرات برگزیدهٔ حزب کمونیست بود اما پس از مرگِ او به یکی از مخالفان و منتقدان سیاست‌ها و کیش‌ شخصیتی استالین مبدل شد. او پس از انتخاب اش به عنوان دبیرکلی در اولین سخنرانی خود در کنگرهٔ حزب کمونیست، استالین و رفتارهای وی را رد کرد و دوران جدیدی را متصور شد که در تاریخ به دورهٔ استالین‌زدایی شهرت یافته‌است. خروشچف، استالین را مسبب مرگ بسیاری از اعضای برجستهٔ حزب دانست و کیش‌شخصیتی و خودکامگی بی‌اندازهٔ استالین را مورد انتقاد قرار داد.
- سیاست‌های اقتصادی : در ادامهٔ سیاست‌های استالین‌زدایانهٔ وی در اقتصاد او برنامه‌ریزی مرکزی دوران استالین در صنایع سنگین را کنار گذاشت و در عوض به توسعهٔ صنایع مصرفی چون لوازم الکترونیکی (رادیو، تلویزیون) و دارویی پرداخت.
- مالکیت شخصی : خروشچف برخلاف استالین به منظور رشد و تحریک اقتصاد داخلی اجازهٔ تصرف جزئی مالکیت شخصی همچون مسکن را داد و برنامهٔ ساخت مسکن اشتراکی یادگار استالین را کنار گذاشت. او جای این برنامهٔ دولتی، به سرمایه‌گذاران خصوصی اجازه داد تا به ساخت و ساز در مسکن بپردازند.
- آزادی‌های اجتماعی 
 هنر : در دوران نیکیتا خروشچف این امکان برای شهروندان شوروی فراهم شده بود تا آثار هنری سایر کشورها را مشاهده کنند. برهمین اساس برخی کتاب‌ها، فیلم‌ها و موسیقی‌های غربی در شوروی به چاپ رسیدند زیرا خروشچف معتقد بود که تصاویر مطرح شده در این آثار از کیفیت زندگی با جامعهٔ شوروی انطباق دارد و دیگر نمی‌توان تضاد فاحشی میان کیفیت زندگی اجتماعی و فردی خانوارهای ساکن شوروی با غربی‌ها پیدا کرد.
 سفر : برای اولین بار خروشف به مردم اتحاد جماهیر شوروی اجازه داد تا در گروه‌های بزرگ به خارج از اتحاد جماهیر شوروی سفر کنند. او با انتقاد از محدودیت‌های سفر دوران استالین، معتقد بود که شهروندان شوروی می‌توانند با خیال راحت به تماشای سرزمین‌های غربی بپردازند زیرا دیگر این امر سبب تحریک مردم نمی‌شود چون کیفیت زندگی در شوروی با غرب تفاوت چندانی ندارد. طبق این سیاست بیش از هفتصد هزار شهروند شوروی در سال ۱۹۵۷ به خارج از سرزمین‌های شوروی سفر کردند.